# Kanton Bebra
Der Kanton Bebra war eine Verwaltungseinheit im Distrikt Hersfeld des Departements der Werra im napoleonischen Königreich Westphalen.  Hauptort des Kantons und Sitz des Friedensgerichts für den Kanton war die heutige Stadt Bebra im Landkreis Hersfeld-Rotenburg in Nordhessen.
Der Kanton umfasste 16 Dörfer, Weiler und Einzelhöfe, hatte 4.733 Einwohner und eine Fläche von 2,41 Quadratmeilen.
Zum Kanton gehörten die Orte:

- Bebra
- Obergude, Niedergude, Dankerode und Seifertshausen, Erkshausen, Hergershausen mit Erdpenhausen und Guttels[3]
- Lispenhausen, Schwarzenhasel, Asmushausen mit Rautenhausen
- Gilfershausen mit Braunhausen
- Weiterode